# Bryosphaeria
Bryosphaeria — рід грибів порядку Dothideales із нез'ясованим до кінця систематичним положенням. Назва вперше опублікована 1978 року.

## Види
База даних Species Fungorum станом на 17.10.2019 налічує 9 видів роду Bryosphaeria:
- Bryosphaeria brevicollis Döbbeler, 1978
- Bryosphaeria bryophila (Racov.) Döbbeler, 1978
- Bryosphaeria cinclidoti (Racov.) Döbbeler, 1978
- Bryosphaeria echinoidea Döbbeler, 1978
- Bryosphaeria epibrya (Racov.) Döbbeler, 1978
- Bryosphaeria megaspora Spooner, 1980
- Bryosphaeria pohliae Döbbeler, 1978
- Bryosphaeria quinqueseptata Döbbeler, 1978
- Bryosphaeria setifera Döbbeler, 1978